# Аширов, Алимджан Масалиевич
Алимджан Масалиевич Аширов (узб. Олимжон Масалиевич Аширов/Olimjon Masaliyevich Ashirov; 25 января 1955, Ташкент — 11 августа 1979, Днепропетровская область) — советский и узбекский футболист, защитник.
Является воспитанником РУОР имени Г. Титова в Ташкенте. Всю свою карьеру провёл в составе ташкентского «Пахтакора». 11 августа 1979 года погиб вместе с командой в авиакатастрофе над Днепродзержинском. После авиакатастрофы посмертно награждён званием Мастера спорта СССР. За всю свою карьеру в составе «Пахтакора», Аширов сыграл в 149 матчах и забил пять голов.
Вместе с некоторыми погибшими членами команды похоронен в Ташкенте на Боткинском кладбище, где им поставлен памятник.
В 2006 году посмертно награждён медалью «Шухрат».

## Достижения
- Победитель Первой лиги СССР: 1972
- Серебряный призёр Первой лиги СССР: 1977
- Бронзовый призёр Первой лиги СССР: 1976